# Hampala sabana
Hampala sabana är en fiskart som beskrevs av Robert F. Inger och Chin 1962. Hampala sabana ingår i släktet Hampala och familjen karpfiskar. Inga underarter finns listade i Catalogue of Life.